# Coppa di Danimarca di pallacanestro maschile
La Coppa di Danimarca di pallacanestro è un trofeo nazionale danese organizzato annualmente dalla Federazione cestistica della Danimarca a partire dal 1975.

## Albo d'oro
- 1975  Falcon
- 1976  SISU Copenhagen
- 1977  SISU Copenhagen
- 1978  Falcon
- 1979  Falcon
- 1980  Stevnsgade
- 1981  BMS
- 1982  BMS
- 1983  BMS
- 1984  SISU Copenhagen
- 1985  BMS
- 1986  SISU Copenhagen
- 1987  Stevnsgade
- 1988  BMS
- 1989  SISU Copenhagen
- 1990  Værløse
- 1991  BMS
- 1992  Horsens IC
- 1993  Stevnsgade
- 1994  Stevnsgade
- 1995  Horsens IC
- 1996  SISU Copenhagen
- 1997  SISU Copenhagen
- 1998  SISU Copenhagen
- 1999  Skovbakken
- 2000  Skovbakken
- 2001  Værløse
- 2002  BF Copenhagen
- 2003  Skovbakken
- 2004  Århus
- 2005  Amager
- 2006  Skovbakken
- 2007  Svendborg Rabbits
- 2008  Bakken Bears
- 2009  Bakken Bears
- 2010  Bakken Bears
- 2011  Svendborg Rabbits
- 2012  Bakken Bears
- 2013  Svendborg Rabbits
- 2014  Svendborg Rabbits
- 2015  Horsens IC
- 2016  Bakken Bears
- 2017  FOG Næstved
- 2018  Bakken Bears
- 2019  Horsens IC
- 2020  Bakken Bears
- 2021  Bakken Bears
- 2022  Svendborg Rabbits
- 2023  Bakken Bears
- 2024  FOG Næstved

## Vittorie per club
| Club              | Vittorie | Anno                                                                               |
| ----------------- | -------- | ---------------------------------------------------------------------------------- |
| Bakken Bears      | 14       | 1999, 2000, 2003, 2004, 2006, 2008, 2009, 2010, 2012, 2016, 2018, 2020, 2021, 2023 |
| SISU Copenhagen   | 8        | 1976, 1977, 1984, 1986, 1989, 1996, 1997, 1998                                     |
| BMS               | 6        | 1981, 1982, 1983, 1985, 1988, 1991                                                 |
| Svendborg Rabbits | 5        | 2007, 2011, 2013, 2014, 2022                                                       |
| Horsens IC        | 4        | 1992, 1995, 2015, 2019                                                             |
| Stevnsgade        | 4        | 1980, 1987, 1993, 1994                                                             |
| Falcon            | 3        | 1975, 1978, 1979                                                                   |
| Værløse           | 2        | 1990, 2001                                                                         |
| FOG Næstved       | 2        | 2017, 2024                                                                         |
| Amager            | 1        | 2005                                                                               |
| BF Copenhagen     | 1        | 2002                                                                               |